# Italia agli XI Giochi paralimpici estivi
L'Italia partecipò agli XI Giochi paralimpici estivi di Sydney fra il 18 e il 29 ottobre 2000 con una delegazione di 72 atleti. Gli azzurri si aggiudicarono complessivamente 27 medaglie: 9 d'oro, 8 d'argento e 10 di bronzo.

## Medaglie

### Medagliere per discipline
| Discipline       | Oro | Argento | Bronzo | Totale |
| ---------------- | --- | ------- | ------ | ------ |
| Atletica leggera | 5   | 4       | 4      | 13     |
| Ciclismo         | 1   | 1       | 3      | 5      |
| Nuoto            | 0   | 2       | 0      | 2      |
| Scherma          | 0   | 1       | 2      | 3      |
| Tiro con l'arco  | 3   | 0       | 1      | 4      |
| Totale           | 9   | 8       | 10     | 27     |

### Medaglie d'oro
| Medaglia | Nome                                                       | Disciplina       | Evento                                | Data |
| -------- | ---------------------------------------------------------- | ---------------- | ------------------------------------- | ---- |
| Oro      | Alvise De Vidi                                             | Atletica leggera | 1500 m - classe T51                   |      |
| Oro      | Alvise De Vidi                                             | Atletica leggera | 800 m - classe T51                    |      |
| Oro      | Alvise De Vidi                                             | Atletica leggera | Maratona - classe T51                 |      |
| Oro      | Salvatore Carruba Giuseppe Gabelli Oscar De Pellegrin      | Tiro con l'arco  | A squadre open                        |      |
| Oro      | Paola Fantato Sandra Truccolo Anna Menconi                 | Tiro con l'arco  | A squadre open                        |      |
| Oro      | Paola Fantato                                              | Tiro con l'arco  | Individuale - classe W1-W2            |      |
| Oro      | Aldo Manganaro Mauro Porpora Lorenzo Ricci Matteo Tassetti | Atletica leggera | Staffetta 4×100 m - classe T11-T13    |      |
| Oro      | Lorenzo Ricci                                              | Atletica leggera | 100 m - classe T11                    |      |
| Oro      | Pierangelo Vignati                                         | Ciclismo         | Inseguimento individuale - classe LC1 |      |

### Medaglie d'argento
| Medaglia | Nome                              | Disciplina       | Evento                          | Data |
| -------- | --------------------------------- | ---------------- | ------------------------------- | ---- |
| Argento  | Maurizio Nalin                    | Atletica leggera | Getto del peso - classe F57     |      |
| Argento  | Alvise De Vidi                    | Atletica leggera | 400 m - classe T51              |      |
| Argento  | Paolo D'Agostini                  | Atletica leggera | Pentathlon - classe P53         |      |
| Argento  | Maria Ligorio                     | Atletica leggera | 200 m - classe T11              |      |
| Argento  | Luca Mazzone                      | Nuoto            | 200 m stile libero - classe S4  |      |
| Argento  | Luca Mazzone                      | Nuoto            | 50 m stile libero - classe S4   |      |
| Argento  | Alberto Pellegrini                | Scherma          | Fioretto individuale - classe A |      |
| Argento  | Silvana Valente Fabrizio Di Somma | Ciclismo         | Inseguimento tandem             |      |

### Medaglie di bronzo
| Medaglia | Nome                                                              | Disciplina       | Evento                       | Data |
| -------- | ----------------------------------------------------------------- | ---------------- | ---------------------------- | ---- |
| Bronzo   | Oscar De Pellegrin                                                | Tiro con l'arco  | Individuale - classe W2      |      |
| Bronzo   | Carlo Durante                                                     | Atletica leggera | Maratona - classe T11        |      |
| Bronzo   | Francesca Porcellato                                              | Atletica leggera | 100 m - classe T53           |      |
| Bronzo   | Alvise De Vidi                                                    | Atletica leggera | 200 m - classe T51           |      |
| Bronzo   | Aldo Manganaro                                                    | Atletica leggera | 100 m - classe T13           |      |
| Bronzo   | Silvana Valente Fabrizio Di Somma                                 | Ciclismo         | Tandem su strada             |      |
| Bronzo   | Silvana Valente Fabrizio Di Somma                                 | Ciclismo         | 1 km da fermo - tandem       |      |
| Bronzo   | Claudio Costa Serenella Bortolotto                                | Ciclismo         | Sprint - tandem              |      |
| Bronzo   | Soriano Ceccanti Gerardo Mari Alberto Pellegrini Alberto Serafini | Scherma          | Fioretto a squadre           |      |
| Bronzo   | Alberto Pellegrini                                                | Scherma          | Spada individuale - classe A |      |

### Plurimedagliati
| Nome                              | Disciplina            | Oro | Argento | Bronzo | Totale |
| --------------------------------- | --------------------- | --- | ------- | ------ | ------ |
| Alvise De Vidi                    | Atletica leggera      | 3   | 1       | 1      | 5      |
| Aldo Manganaro                    | Atletica leggera      | 1   | 0       | 1      | 2      |
| Lorenzo Ricci                     | Atletica leggera      | 2   | 0       | 0      | 2      |
| Silvana Valente Fabrizio Di Somma | Ciclismo              | 0   | 1       | 2      | 3      |
| Luca Mazzone                      | Nuoto                 | 0   | 2       | 0      | 2      |
| Paola Fantato                     | Tiro con l'arco       | 2   | 0       | 0      | 2      |
| Oscar De Pellegrin                | Tiro con l'arco       | 1   | 0       | 1      | 2      |
| Alberto Pellegrini                | Scherma in carrozzina | 0   | 1       | 2      | 3      |